# Bill Hosket
Wilmer Frederick "Bill" Hosket (Dayton, Ohio; 20 de diciembre de 1946) es un exjugador de baloncesto estadounidense que disputó 4 temporadas en la NBA. Con 2,03 metros de estatura, jugaba en la posición de alero. Fue campeón olímpico en 1968 y campeón de la NBA en 1970.

## Trayectoria deportiva

### Universidad
Jugó durante tres temporadas con los Buckeyes de la Universidad de Ohio State, en las que promedió 19,5 puntos y 12,3 rebotes por partido. Lideró al equipo en anotación en todas las temporadas que jugó, algo que únicamente ha logrado también Jerry Lucas, y fue incluido en todas ellas en el mejor quinteto de la Big Ten Conference. En su último año alcanzó junto con su equipo la Final Four de la NCAA, en la que acabaron en tercera posición.

### Juegos Olímpicos
Fue convocado para jugar con la selección de Estados Unidos en los Juegos Olímpicos de México 1968, en la que consiguieron la medalla de oro. Promedió 8,6 puntos por partido, y en la final, Hosket anotó 3 puntos.

### Profesional
Fue elegido en la décima posición del Draft de la NBA de 1968 por New York Knicks, y también por los Minnesota Pipers en el draft de la ABA, eligiendo la primera opción. Allí obtuvo en su segunda temporada su único anillo de campeón de la NBA, tras derrotar a Los Angeles Lakers por 4-3 en la final. Esa temporada promedió 3,3 puntos y 1,8 rebotes por partido.
Al año siguiente no fue protegido por su equipo para el draft de expansión de esa temporada, siendo elegido por los Buffalo Braves, franquicia de nueva creación. Pero sus problemas de lesiones crónicas en sus rodillas que ya había sufrido en Nueva York siguieron pasándole factura, disputando tan solo 14 partidos en su primer año con los Braves, en los que promedió 8,1 puntos y 5,8 rebotes por noche. Sus problemas con las lesiones continuaron al año siguiente, perdiéndose casi media temporada, por lo que decidió retirarse prematuramente. En sus 4 temporadas promedió 4,0 puntos y 2,5 rebotes por partido.

## Estadísticas de su carrera en la NBA

### Temporada regular
| Temporada | Edad | Equipo          | Liga | P   | TIT | MIN  | TC  | TCA | %TC  | 3P | 3PA | %3P | TL  | TLA | %TL  | R.OF. | R.DEF. | REB | ASIS | ROB | TAP | PER | FP  | PTS |
| 1968-69   | 22   | New York Knicks | NBA  | 50  |     | 7.0  | 1.1 | 2.5 | .431 |    |     |     | 0.5 | 0.8 | .571 |       |        | 1.9 | 0.4  |     |     |     | 1.5 | 2.6 |
| 1969-70   | 23   | New York Knicks | NBA  | 36  |     | 6.5  | 1.3 | 2.5 | .505 |    |     |     | 0.7 | 0.9 | .788 |       |        | 1.8 | 0.5  |     |     |     | 1.0 | 3.3 |
| 1970-71   | 24   | Buffalo Braves  | NBA  | 13  |     | 16.7 | 3.6 | 6.9 | .522 |    |     |     | 0.8 | 1.3 | .647 |       |        | 5.8 | 1.5  |     |     |     | 2.1 | 8.1 |
| 1971-72   | 25   | Buffalo Braves  | NBA  | 44  |     | 13.5 | 2.0 | 4.1 | .492 |    |     |     | 1.0 | 1.2 | .808 |       |        | 2.8 | 0.9  |     |     |     | 1.8 | 5.0 |
| Total     |      |                 | NBA  | 143 |     | 9.8  | 1.6 | 3.4 | .485 |    |     |     | 0.7 | 1.0 | .715 |       |        | 2.5 | 0.7  |     |     |     | 1.5 | 4.0 |

### Playoffs
| Temporada | Edad | Equipo          | Liga | P | MIN | TCA | TC | 3PA | 3P | TLA | TL | R.OF. | REB | ASIS | ROB | TAP | PER | FP | PTS | %TC  | %3P | %FT  | MIN | PTS | REB | AST |
| 1968-69   | 22   | New York Knicks | NBA  | 4 | 22  | 3   | 6  |     |    | 0   | 1  |       | 7   | 2    |     |     |     | 3  | 6   | .500 |     | .000 | 5.5 | 1.5 | 1.8 | 0.5 |
| 1969-70   | 23   | New York Knicks | NBA  | 5 | 29  | 4   | 10 |     |    | 3   | 4  |       | 5   | 2    |     |     |     | 6  | 11  | .400 |     | .750 | 5.8 | 2.2 | 1.0 | 0.4 |
| Total     |      |                 | NBA  | 9 | 51  | 7   | 16 |     |    | 3   | 5  |       | 12  | 4    |     |     |     | 9  | 17  | .438 |     | .600 | 5.7 | 1.9 | 1.3 | 0.4 |

## Vida posterior
Tras dejar el baloncesto, trabajó durante 30 años en una industria del papel, pero sin desvincularse totalmente del deporte. 
Sirvió durante tres mandatos en el Comité Olímpico de los Estados Unidos, y fue el cofundador y conductor del Buckeye Basketball Camp, un campus de baloncesto para jóvenes. 
Además, fue analista de baloncesto en un canal regional de la ESPN.